# 南木哈国家保护区
南木哈国家保护区，亦称为南木哈生态旅游景点，是位于老挝北部琅南塔省的一个国家级保护区和东盟遗产公园，整片区域被森林覆盖，世居着多个人类民族，也是多种动植物的家园。

## 地理
南木哈国家保护区位于琅南塔西南约5公里（3英里）处，琅南塔省下辖的5县都有部分区域属于该保护区，总面积2224平方公里（860平方英里），海拔范围介于500—2094米（1640—6870英尺）之间。保护区内有南木哈重要鸟类区，面积1845平方公里（710平方英里）。保护区内有三条流入湄公河的河流：南塔河、南法河和南龙河。

## 历史
1980年，南木哈一带被确定为省级保护区。1993年，老挝政府将该地697平方公里（270平方英里）的区域划入国家级保护区，1999年保护范围扩大到了现今的2224平方公里。2003年，南木哈保护区入选东盟遗产公园，至今还是老挝境内唯一入选的地区。2006年，由联合国教科文组织和老挝联合管理的南木哈生态旅游景点项目获得了联合国开发计划署颁发的赤道奖。2009年至2012年，中华人民共和国和老挝共同建立了三片中老边境的联合保护区域，南木哈国家保护区是联合保护区的一部分。

## 生态环境
保护区内主要的林型为次生落叶混交林，包括次生常绿林。保护区的低海拔地区位于琅南塔平原，以竹子和灌木丛居多，有很明显的人类改造痕迹。动物物种主要包括熊猴、雲豹、野牛、老虎、大象以及可能为一类新独立物种的山羌，保护区内以当地民族阿卡人命名的湍蛙属物种阿卡湍蛙（Amolops akhaorum）为该地区所独有。大约300种鸟类栖息于保护区内，如凤头雀嘴鹎、白腹短翅鸲和白颈噪鹛等，有一些鸟类物种为当地所独有。

## 环境威胁
南木哈面临着许多环境威胁，其中最为严峻的是刀耕火種的农业行为，另外对森林和非木林产品的滥采乱伐现象也十分严重。当地居民和外来者会狩猎当地的野生动物，他们驯养的动物也可能会破坏当地的生态。目前，当地的橡胶种植园已经被清理完成。

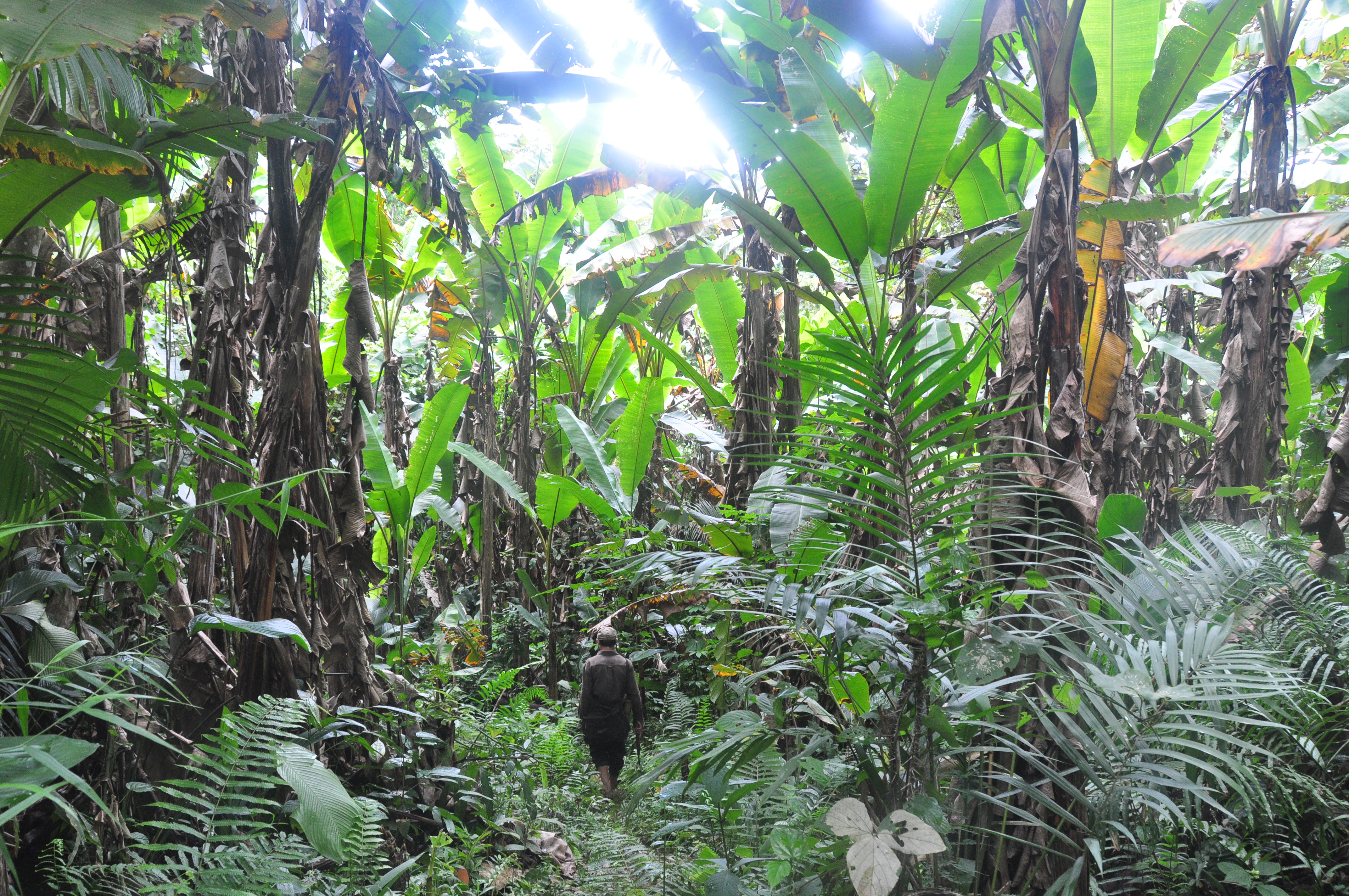
保护区内的森林
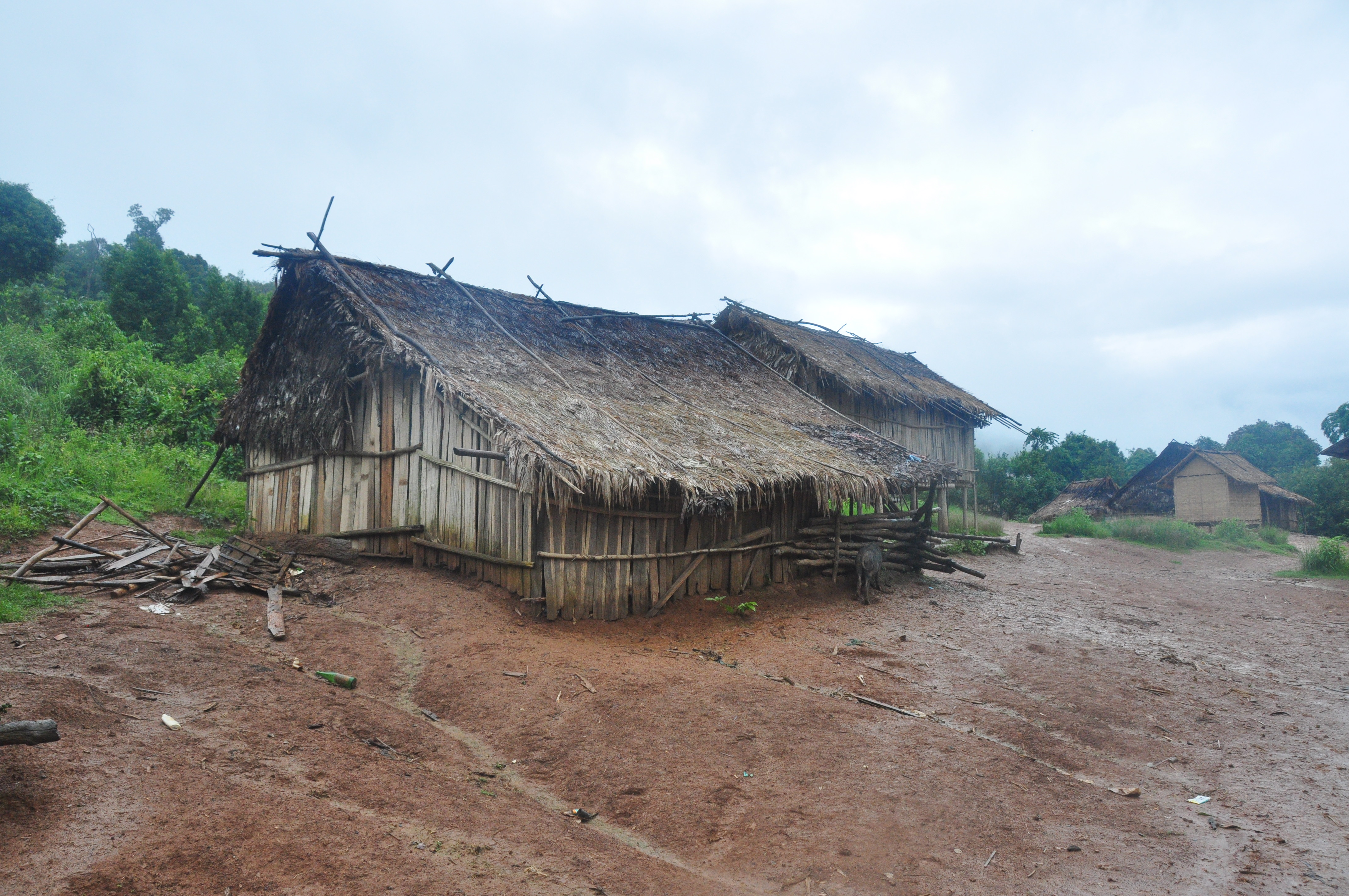
当地的自然村落